# Astilbe grandis
Astilbe grandis là một loài thực vật có hoa trong họ Saxifragaceae. Loài này được Stapf ex E.H.Wilson miêu tả khoa học đầu tiên năm 1905.